# Грей, Генри, 1-й граф Стэмфорд
Генри Грей, 1-й граф Стэмфорд (англ. Henry Grey, 1st Earl of Stamford; 1599 — 21 августа 1673) — английский дворянин и военачальник, носил титулы барона Грея из Гроуби (с 1614 года) и графа Стэмфорда (с 1628 года); отец Томаса Грея, лорда Грея из Гроби, который был военачальником в армии парламента в годы Английской революции.

## Биография
Генри Грей был старшим сыном сэра Джона Грея (ум. 1611) и его жены Элизабет Невилл. После смерти своего деда Генри Грея, 1-го барона Грея из Гроуби в июле 1614 года унаследовал его титулы, став 2-м бароном Грея из Гроуби.
Генри Грей закончил Тринити-колледж, получив степень магистра во время визита в колледж короля Якова I. В марте 1628 года ему был присвоен титул графа Стэмфорда. В эти годы он служил в качестве заместителя лорда-лейтенанта Лестершира. В 1638 году присоединился к королевской армии для участия в Епископских войнах против шотландцев, которые восстали против короля Карла I. В ходе войны шотландцы нанесли поражения английской армии и принудили Англию к миру. Грей выражал поддержку шотландскому духовенству, восхищаясь их учёностью и набожностью, чем вызвал недовольство Карла I. 
В феврале 1642 года Генри Грей занял должность лорда-лейтенанта Лестершира, а в июне 1642 года возглавил мятеж в Лестере, в результате которого был изгнаны Фердинандо Гастингс и его сторонники. Затем он присоединился к армии парламента, которой командовал Роберт Деверё, 3-й графа Эссекса, где получил звание полковника. В октябре 1642 года он был назначен губернатором Херефорда, но жители города были роялистами и отказались его признавать. 
16 мая 1643 года в битве при Страттоне его армия была разбита королевской армией под командованием Ральфа Хоптона, сам Грей бежал в Эксетер, но после трёхмесячной осады, после которой город был сдан роялистам, уехал в Лондон.
В последующие годы Грей не участвовал в военных действиях, занимаясь политикой. Став в 1654 году депутатом парламента от Лестершира, но при этом он был недоволен режимом протектората, который был создан Оливером Кромвелем в декабре 1653 года. После участия в восстании Бута, он был арестован и отправлен в тюрьму, откуда вскоре был освобождён.
После реставрации монархии престол занял сын казнённого короля Карл II, который помиловал его за участие в Первой гражданской войне. Генри Грей скончался спустя 13 лет, 21 августа 1673 года в возрасте 74 лет. После его смерти титулы перешли к его внуку Томасу Грею, который стал вторым графом Стэмфорда.

## Семья

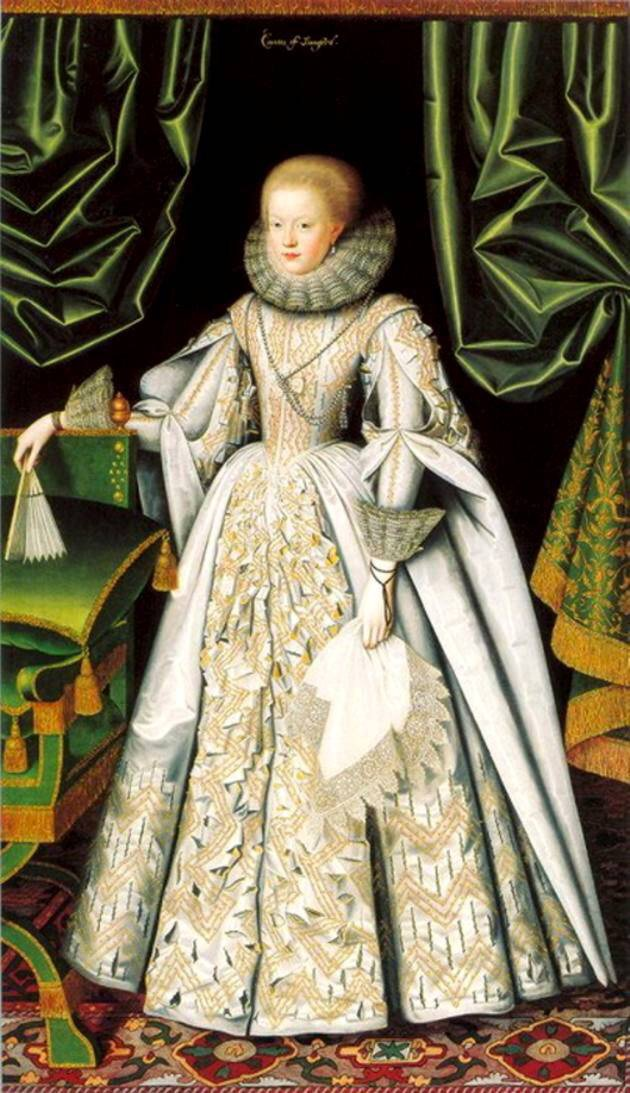
Портрет Анны Сесил в 1615 году

Был женат на Анне Сесил, дочери Уильяма Сесила, 2-го графа Эксетера (1566—1640); у супругов в браке было 10 детей:
- Леди Элизабет Грей (1622—?), была замужем за Джорджем Бутом, 1-го бароном Деламера  (1622—1684), у супругов было 12 детей;
- Томас Грей, лорд Грей из Гроби (1623—1657), лорд Грей из Гроуби (1628—1657), военачальник;
- Дост. Аншитель Грей[англ.] (1624—1702), член английского парламента;
- Леди Диана Грей (ок. 1625 — 8 апреля 1689), была замужем за Робертом Брюсом, 1-м графом Эйлсбери (1626—1685), у супругов было 17 детей:
- Джон Грей[англ.] (ум. 1709), член английского парламента;
- Леди Джейн Грей, была замужем за мистером Оглом;
- Леонард Грей (ум. 1693);
- Леди Анна Грей;
- Леди Мэри Грей, умерла в детстве;
- Роберт Грей (1638 – 1718)